# Autoroute A-65 (Espagne)
Pour les articles homonymes, voir A65.
L'autoroute espagnole A-65 est une autoroute en projet qui reliera Benavente à Palencia dans la communauté de Castille et Léon. Elle reliera l'A-67 (Palencia - Santander) au niveau de l'échangeur 9 à l'A-6 au niveau de Villalpando.
Elle doublera la CL-612 à partir de Villamartin de Campos (le tracé sud ayant été privilégié au profit du doublement de la N-610).
Elle va permettre de faciliter les déplacements entre la France et entre aussi bien le sud de la Galice que le nord du Portugal via les AP-1, A-62 et A-52.

## Tracé
- L'A-65 débute actuellement au nord de Palencia où elle se détache de l'A-67 au niveau de l'échangeur 9, contournant Palencia par le nord. (un tronçon de 10 km, ayant d'ores et déjà remplacé la N-610, a déjà été construit dans cette zone et se termine actuellement à proximité de la localité de La Burra).

Voir le tracé de ces 10 premiers km sur GoogleMaps
- Elle continuera de remplacer la N-610 jusqu'à Villamartin de Campos où à partir de là, elle doublera la CL-612 et s'orientera par conséquent vers le sud ouest en direction de Medina de Rioseco.
- Elle contournera Medina de Rioseco par le nord où elle croisera à cette hauteur la future A-60 (Valladolid - Léon) en cours de construction pour reprendre ensuite son chemin plein ouest toujours le long de la CL-612 en direction de Villalpando et de l'A-6.
- Elle se raccordera finalement à l'A-6 au nord de Villalpando ce qui permettra de rejoindre par cette autoroute Benavente et l'A-52 situées 25 km plus au nord.

Voir le tracé approximatif de la partie restante à construire sur GoogleMaps
À noter enfin que les travaux devraient commencer à l'horizon 2011/2012.

## Sorties
De Palencia à Villalpando
| Sorties | Villes                                   |        |
| ------- | ---------------------------------------- | ------ |
|         | Santander Burgos - Valladolid            | A-67   |
| 2       | Palencia Est - Villalobos                |        |
| 4       | Palencia Nord                            | N-611  |
| 8       | Palencia-Avenida de Asturia - Grijota    | CL-613 |
| 10      | Palencia Ouest - La Burra                | N-610a |
|         | Villalpando - Benavente                  | N-610  |
|         | Section en projet La Burra - Villalpando | A-65   |

### Référence
- Nomenclature